# Kungliga biblioteket
59°20′18″N 18°04′19″Ø / 59.33833°N 18.07194°Ø
Kungliga biblioteket er Sveriges nationalbibliotek. Biblioteket indsamler og opbevarer alt lyd-, billed- og skriftmateriale som udgives i Sverige. Det er et af verden største biblioteker.
Bibliotekets samlinger er åbne for alle, men dets formål er først og fremmest rettet mod forskningen. Materiale fra den svenske samling må ikke udlånes, men skal anvendes på biblioteket. Langt det meste materiale opbevares i magasiner og skal forudbestilles inden fremvisning.

## Samlinger
I bibliotekets samlinger findes cirka 20 millioner numre. Udover bøger indeholder samlingerne blandt andet plakater, billeder, håndskrifter og reklametryk. Den audiovisuelle samling består af over 7 millioner indspillede timer.
Biblioteket har desuden personarikiver fra blandt andre Astrid Lindgren, August Strindberg og Dag Hammarskjöld

## Pligtaflevering
Ifølge den gældende pligtafleveringslov skal udgivere af trykt materiale som anvendes i Sverige indsende et eksemplar af hvert værk til Kungliga biblioteket og seks andre forskningsbiblioteker. Udgivere af musik, film, tv eller radio skal også på lignende måde levere kopier til biblioteket. I nogle tilfælde gælder det dog kun dele af udsendelserne.
Loven har sin oprindelse i en kancelliforordning fra 1661, som gjorde det til lov at alle bogtrykkere i Sverige skulle indsende to eksemplarer af hvert trykt skrift, det ene til Riksarkivet og det andet til Nationalbiblioteket. Loven var sandsynligvis mere et udtryk om et forsøg på at kontrollere opinionsdannelsen end et ønske om at bevare dokumenter for eftertiden.

## Bibliotekssamarbejde
Nationalbiblioteket er ansvarlig for at stille information til rådighed for højere uddannelsesinstitutioner og forskning. Dette indebærer blandt andet at det skal forhandle centrale licensaftaler for at lette adgangen til forskellige databaser.
Biblioteket samordner et antal ekspert- og kompetencegrupper som arbejder med spørgsmål som har tilknytning til biblioteksverdenen. For eksempel digitalisering, klassifikationssystemer og det fælles katalog Libris. Biblioteket står endda for uddannelser og støtte til biblioteksrelaterede projekter.

## Myndighed
Kungliga biblioteket er en statslig forvaltningsmyndighed, som sorterer under det svenske Utbildningsdepartementet. Rigsbibliotekaren (riksbibliotekarie) siden foråret 2012 er Gunilla Herdenberg.

## Forskningbibliotek
Nationalbiblioteket er også et humanistisk forskningsbibliotek, som indkøber forskningslitteratur på flere sprog.

## Besøg
Nationalbiblioteket ligger i parken Humlegården i det centrale Stockholm. Biblioteket er åbent for offentligheden. Enhver over 18 år og som kan legitimere sig har ret til at bestille materiale fra samlingerne. Der findes særlige regler for personer som ikke er bosat i Sverige, eller som ikke har svensk personnummer.

## Bibliotekets historie
Grundstenen til det som i dag kaldes det Kungliga biblioteket har oprindelse tilbage til Gustav Vasas tid. Den svenske konge anskaffede bøger indenfor blandt andet historie, naturvidenskab, teologi og kartografi. Samlingerne udvidedes af Erik d. 14., Johan d. 3. og Karl 9. af Sverige og opbevaredes i slottet Tre Kronor. En del bøger indkøbtes fra udlandet og en del beslaglagdes fra svenske klostre i forbindelse med reformationen. I 1620 skænkedee Gustav 2. Adolf en del af den kongelige bogsamling bort, og disse kom til at udgøre grundlaget for Uppsala universitetsbibliotek.
Under Trediveårskrigen udvidedes samlingen også med flere bogsamlinger der indkom som krigsbytte. Blandt andet plyndredes det biskoppelige bibliotek i Würzburg i 1631, Olmutz-biblioteket 1642 og det kongelige bibliotek i Prag 1649. I forbindelse med dette førtes den såkaldte Djævlebibel ("Djävulsbibeln"), Codex Gigas fra 1200-tallet, til Stockholm. Store dele af dette materiale tog den svenske dronning Kristina med sig til Rom da hun forlod Sverige 1654. De kongelige samlinger fortsatte dog med at vokse under Karl 10. Gustav gennem mere krigsbytte, blandt andet fra Danmark i forbindelse med Første Karl Gustav-krig, og udenlandske indkøb.
Via kancelliforordningen fra 1661 blev det lovpligtigt for alle bogtrykkere i Sverige at indsende to eksemplarer af hvert trykt skrift fra deres presser, det ene til det svenske Rigsarkiv og det andet til Kungliga biblioteket. Bagved denne lov lå snarere regeringens forsøg på at indføre statslig kontrol og censur end omsorgen for at bevare den nyudkomne litteratur til fremtidig forskning.
Ved den store slotsbrand i 1697 gik store dele af bibliotekets samlinger tabt i luerne. 17.286 bind og 1.103 håndskrevne manuskripter gik tabt og kun 6.700 bind og 283 håndskrifter overlevede branden. Derefter opbevaredes bøgerne skiftevis i flere forskellige adelige palæer i Stockholm, først i greve Lillies hus ved det daværende Norrmalmstorg 1697-1702, Bondeska palatset 1702-30 og i greve Per Brahes hus på Helgeandsholmen 1730-68. Det var først i 1768 at samlingerne kunne flytte ind i den nordøstlige fløj af det nyopførte Tre Kronor.
I sit nye hjem voksede samlingen yderligere især da Antiqvitetsarkivet blev nedlagt i 1780 og størstedelen af bøgerne derfra overførtes til Kungliga biblioteket. I 1792 skænkede Gustav 3. sit eget bibliotek på 14.500 værker og fire år senere skænkede Gustav 4. Adolf 7.500 værker, hvilket gjorde at biblioteket nåede op på omkring 40.000 værker i 1814.
I løbet af 1800-tallet tillagdes flere store bogsamlinger som enten doneredes eller indkøbtes til formålet. Den begrænsede plads på slottet gjorde at der krævedes en ny bygning til de kongelige samlinger og i 1877 kunne man flytte ind i den Humlegården, i lokaler som for første gang var udformet til formålet som nationalbibliotek. 1887 begyndte man at indføre elektrisk belysning, men en fullstændig elektrisk belysning var ikke gennemført før 1964.
Mellem 1874 og 1882 arbejdede August Strindberg som extra ordinarie amanuensis på Kungliga biblioteket og fik mulighed for at botanisere blandt samlingerna.

## Bygningen
Humlegården tegnedes af arkitekten Gustaf Dahl og opførtes efter den nymodens støbejernsteknik. De to fløje tilføjedes 1926-27.
I forsommaren 1997 genindviedes Kungliga biblioteket efter en omfattande om- og tilbygning. To store underjordiske klipperumsmagasiner rummer nu størstedelen af bibliotekets samlinger, mens lånere og øvrige besøgende og personale deles om pladsen i hovedbygningen.
I den nybyggede del som kaldas Annexet findes auditorium, udstillingslokale og mikrofilmslæsesal. I mikrofilmslæsesalen findes alle svenske aviser, foruden et stort antal udenlandske aviser, tilgængelige på mikrofilm.

## Rigsbibliotekarer
Rigsbibliotekaren er chef for det kongelige bibliotek:
Denne liste er ufuldstændig; hjælp gerne med at udfylde den.
- 1611 – 1634: Johannes Bureus
- 1737 – 1755: Olof von Dalin
- 18?? – 1843: Per Adam Wallmark
- 1858 – 1865: Johan Erik Rydqvist
- 1890 – 1903: Carl Snoilsky
- 1903 – 1916: Erik Wilhelm Dahlgren
- 2012 – 2019: Gunilla Herdenberg
- 2019 - nu: Karen Grönvall